# 蒙特塞拉特總理
蒙特塞拉特總理是英國海外領土蒙特塞拉特的政府首腦，蒙特塞拉特于2010年頒佈新憲法，蒙特塞拉特的政府首腦由首席部長改為總理。總理由蒙特塞拉特總督代表英國君主（現任國王查尔斯三世）任命。
蒙特塞拉特現任總理是团结联盟的鲁本·米德。總理由總督從立法議會的成員中任命，立法議會由九名議員組成。在1960年至2011年期間，該職位被稱為蒙特塞拉特首席部長。蒙特塞拉特的第一任總理是魯本·米德 ，他也是最後一任首席部長。內閣由總理、總檢察長、財政司司長和其他三名部長組成。 除總理外，必須任命一名內閣成員為副部長。
| # | 肖像 | 總理               | 就任           | 離任           | 政黨               |
| - | ---- | ------------------ | -------------- | -------------- | ------------------ |
| 1 |      | 鲁本·米德          | 2010年10月13日 | 2014年9月12日  | 爭取變革和繁榮運動 |
| 2 |      | 唐纳森·罗密欧      | 2014年9月12日  | 2019年11月19日 | 人民民主運動       |
| 3 |      | 伊斯顿·泰勒-法雷尔 | 2019年11月19日 | 2024年10月25日 | 爭取變革和繁榮運動 |
| 4 |      | 鲁本·米德          | 2024年10月25日 | 现任           | 团结联盟           |